# Jean Joseph Barthélémy
Pour les articles homonymes, voir Barthélemy.
Jean Joseph Barthélémy est un homme politique français né le 8 janvier 1801 à Wissembourg (Bas-Rhin) et décédé le 16 janvier 1863 à Lyon (Rhône).
Conseiller à la cour d'Appel de Poitiers, il est député de la Vienne de 1848 à 1849, siégeant avec les républicains modérés partisans du général Cavaignac.

## Sources
- « Jean Joseph Barthélémy », dans Adolphe Robert et Gaston Cougny, Dictionnaire des parlementaires français, Edgar Bourloton, 1889-1891 [détail de l’édition]